# Daniele Dolfin

Kardinalswappen

Daniele Dolfin, auch Daniele Delfino, (* 22. Januar 1688 in Venedig; † 13. März 1762 in Udine) war ein italienischer Kardinal und letzter Patriarch von Aquileja.
Dolfin entstammte dem gleichnamigen venezianischen Patriziergeschlecht (Dolfin) und war das mittlere von sieben Kindern von Daniele III. Dolfin genannt Giovanni. Er war der Neffe von Dionisio Dolfin, von 1699 bis 1734 Patriarch von Aquileia, und Großneffe von Kardinal Giovanni Dolfin.
Zum Priester geweiht, wurde er am 6. Dezember 1714 zum Koadjutor-Patriarchen von Aquileia und zum Titularbischof von Aureliopolis in Asia ernannt. Fabrizio Paolucci, Kardinalgroßpönitentiar, weihte ihn am 13. August 1715 zum Bischof. 1717 wurde er Kommendatarabt der Abtei von Moggio und dann von Rosazzo.
Nach dem Tod seines Onkels Dionisio folgte er diesem am 13. August 1734 als Patriarch nach. Am 10. April 1747 wurde er zum Kardinal kreiert. Am 20. November 1747 wurde er zum Kardinalpriester von Santa Maria sopra Minerva ernannt. Am 6. Juli 1751 wurde sein Patriarchat mit der Apostolischen Konstitution Injuncta nobis aufgehoben, um Konflikte zwischen der Republik Venedig und dem Kaiser zu lösen. Dolfin wurde zum Erzbischof von Udine, dem italienischen Teil des ehemaligen Patriarchats, ernannt. Bis zu seinem Tod durfte er den Titel Patriarch noch tragen.
Er nahm am Konklave 1758 teil, welches Clemens XIII. wählte.